# ユタ・ジャズ
ユタ・ジャズ（Utah Jazz）は、アメリカ合衆国ユタ州ソルトレイクシティに本拠を置く全米プロバスケットボール協会 (NBA) のチーム。チーム名はジャズの都であるニューオーリンズに本拠地があった時に名づけられた。

## 歴史

### 初期

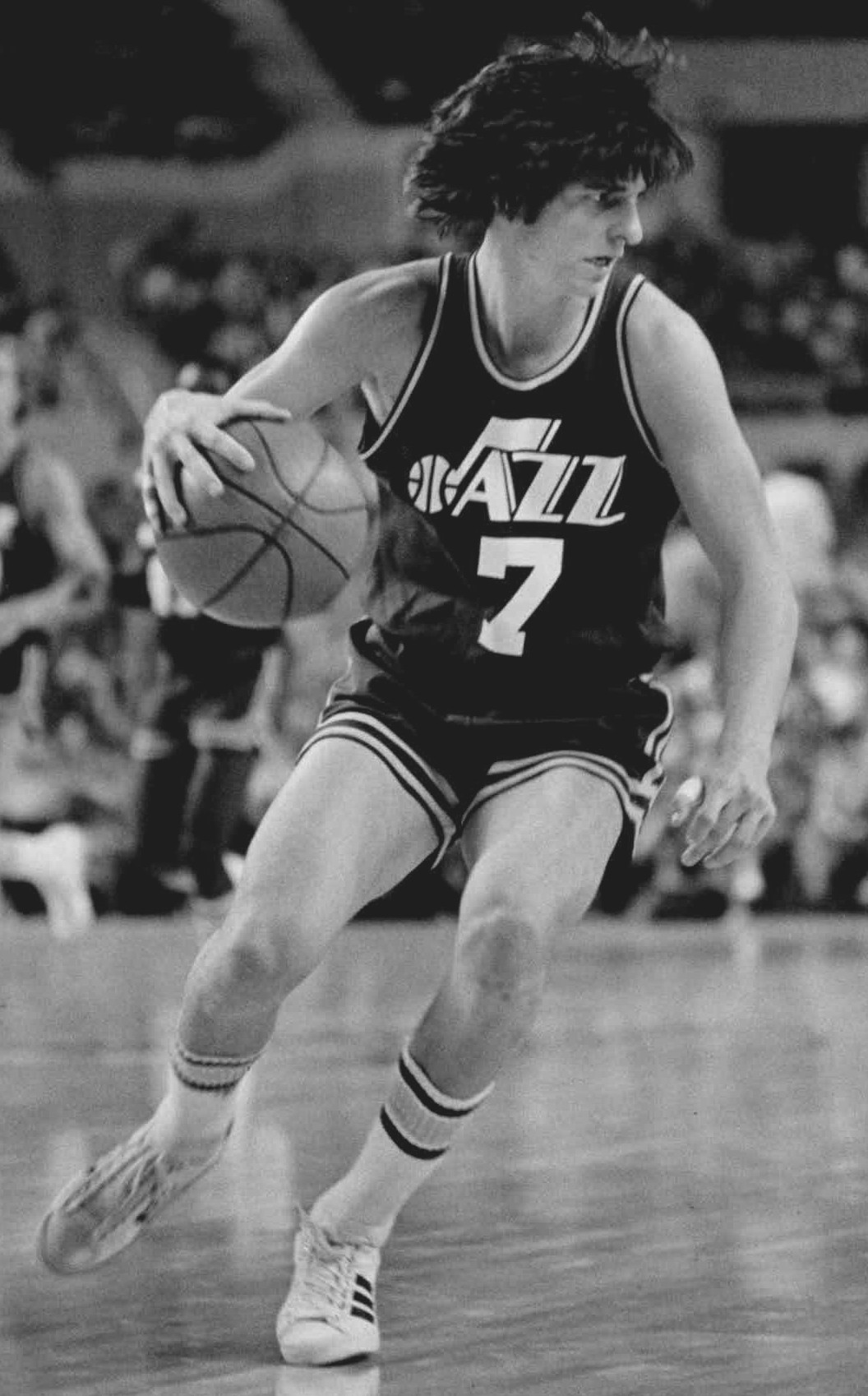
ピート・マラビッチ

ジャズは1974年、ルイジアナ州ニューオーリンズで創設された。ピート・マラビッチ（ピストル・ピート）が加入してさえも、コートの中でも財政的にも成功とはいえなかった。5シーズン負け越した後、1979年ユタ州ソルトレイクシティに移転する。ソルトレイクシティには、ジャズの文化がなかったがチームの名称はジャズのままであった。ただし大きな湖、グレートソルトレイクを持つことからロサンゼルス・レイカーズ（ミネアポリス・レイカーズ：ミネソタ州には湖が多かった）とチーム名を交換しようかという話もあった。
1979-80シーズンを前にレイカーズからエイドリアン・ダントリーを獲得、その年マラビッチは放出された。

### 1980年代
1980年には、ドラフト全体2位でダレル・グリフィスを獲得。1980-81シーズンからフランク・レイデンがヘッドコーチとなる。そして1982年のドラフトで全体72位でマーク・イートンを指名した。彼ら4人の加入が将来へとつながる芽となった。1983年のドラフト全体7位でサール・ベイリーを獲得、彼らの活躍でチーム創設以来初めて勝ち越しプレイオフに進出した。その後20年連続プレイオフの常連となる。プレイオフでは2回戦まで進んで、フェニックス・サンズに敗れた。
1984年にジョン・ストックトンを、そして1985年にカール・マローンを獲得した。ストックトンとマローンはピックアンドロールというプレイで大成功をおさめた。1988-89シーズンの途中、フランク・レイデンは辞任してジェリー・スローンがヘッドコーチに昇格した。スローンはチームを初めて50勝以上させて、51-31でシーズンを終えミッドウェスト・ディビジョン優勝を果たした。しかし、プレイオフでは1回戦でゴールデンステート・ウォリアーズに敗れた。

### 1990年代
1990-91シーズン前に3チーム間のトレードでジェフ・マローンを獲得し、カンファレンス準決勝に進出したチームは翌シーズン、現在の本拠地デルタ・センター（現ビビント・スマート・ホーム・アリーナ）に移る。
1992年のプレイオフは、念願のカンファレンス決勝まで進出するが、ポートランド・トレイルブレイザーズに2-4で敗れた。カール・マローンとストックトンは、バルセロナオリンピックの初代「ドリームチーム」に選ばれ、1994年にはジェフ・マローンと交換でジェフ・ホーナセックを獲得したが、チームはなかなかNBAファイナルまで進出することができなかった。
1996-97シーズン、チームはフランチャイズ記録の64勝18敗をマークし、マローンはシーズンMVPを受賞した。ジャズはプレイオフを勝ち抜き、ついにNBAファイナルに進出。悲願の優勝に挑戦することになった。対戦相手となるシカゴ・ブルズは、この年5度目の優勝を狙っていた。
ジャズはシカゴで行われた第1戦をマイケル・ジョーダンのブザービーターで失い、続く2戦目にも敗れた。ホームのユタでは2連勝したものの、5戦目はジョーダンのパフォーマンスもあって2点差で落としてしまう。シカゴに戻った6戦目もジャズはものにできず、チームは優勝を逃してしまう。
翌1997-98シーズン、ジャズの成績は62勝20敗でブルズと同率1位。しかしレギュラーシーズン中両チームの対戦成績はジャズの2勝0敗で、プレイオフを通してジャズがホームコートアドバンテージを持つことになった。ジャズはこのシーズンもNBAファイナルに進出し、再び優勝を狙うが、ジョーダンとブルズの前に悲願は果たせなかった。
ロックアウトで短縮された翌1998-99シーズン、マローンは2度目のMVPを獲得する。ジャズはサンアントニオ・スパーズと同率の37勝13敗でリーグ首位となった。しかしプレイオフではポートランド・トレイルブレイザーズに敗れ、優勝を逃してしまう。
1999-2000シーズン終了後にホーナセックは引退した。

### 2000年代
2003年にストックトンが引退すると、マローンは優勝できるチームを求めレイカーズに移籍した。
2人の退団後は、2001年に入団したアンドレイ・キリレンコ、2004年にトレードで獲得したカルロス・ブーザーらがチームの中心選手となっているが、勝率は5割前後、2004-05シーズンには30勝を下回り、3シーズンに渡りプレイオフ出場を逃している。その大きな原因に、ストックトンに変わるPGが居ないことだった。2006-07シーズン、スローンHCは2年目のデロン・ウィリアムスをPGに起用した。これが大当たりし、ブーザーとウィリアムスの2人は新しい「ストックトン・マローン」とも言われるようになった。51勝31敗で、ディビジョン1位となり、プレーオフに進んだが、このシーズンで、チャンピオンとなったサンアントニオ・スパーズにカンファレンスファイナルで敗れている。ウィリアムスはアシストランキング3位でシーズンを終えた。しかし、その分キリレンコが活躍出来なくなり、不満をぶつけているため、問題点を残した。2007-08シーズンも好調は続きディビジョン1位を連続で獲得したが、プレーオフは2ndラウンドでロサンゼルス・レイカーズに敗れた。2008-09シーズンはプレーオフ常連となっていってはいたが、このシーズンは1stラウンドで敗退し、ピークを過ぎ後退している状況に入っていった。

### 2010年代
2010-11シーズンは、カルロス・ブーザーがFAに伴い、シカゴ・ブルズに移籍し、代わってFAのラジャ・ベルを獲得、アル・ジェファーソンをミネソタ・ティンバーウルブズからトレードで獲得し、ゴードン・ヘイワードを2010年のNBAドラフトで9位指名で獲得し、メインプレーヤーが大きく変わった。更にジャズを長年に渡って指揮してきたジェリー・スローンヘッドコーチとデロン・ウィリアムスがハーフタイム中に口論するなど確執が強まり、監督が突然辞任した要因になったとも報じられ、チームは低迷期へと逆戻りしていった。2011年2月23日、ジャズがウィリアムスとの高額な契約を結ぶのは困難と判断し、ニュージャージー・ネッツにトレードで放出した（ジャズは引き換えにデビン・ハリス、デリック・フェイバーズの2人の選手と、2011年・2012年のドラフト1巡目指名権、さらに300万ドルを獲得した）。シーズン途中で、ヘッドコーチと主力選手が代わったことで、負け越し4年続いていたプレーオフも逃した。
2011-12シーズンは、タイロン・コービンのもと、生え抜き選手で、着実に成長を続けてきたポール・ミルサップとアル・ジェファーソンの安定感もあり、プレーオフに進むことができたが、1stラウンドでスパーズにスイープされシーズンを終えた。
2012-13シーズンは、勝ち越すことはできたが、競合の多いウェスタンで、プレーオフ最終スポットを求め終盤戦まで粘ったもののレイカーズに振り切られ、9位に終わった。
2013-14シーズンは、ポール・ミルサップ、アル・ジェファーソンのFAに伴い、大金を投じての引き止めは出来ず、主力2人を同時に失う中で、補強は、リチャード・ジェファーソン獲得などにとどまり、25勝57敗と大きく負け越し、シーズンを終えた。

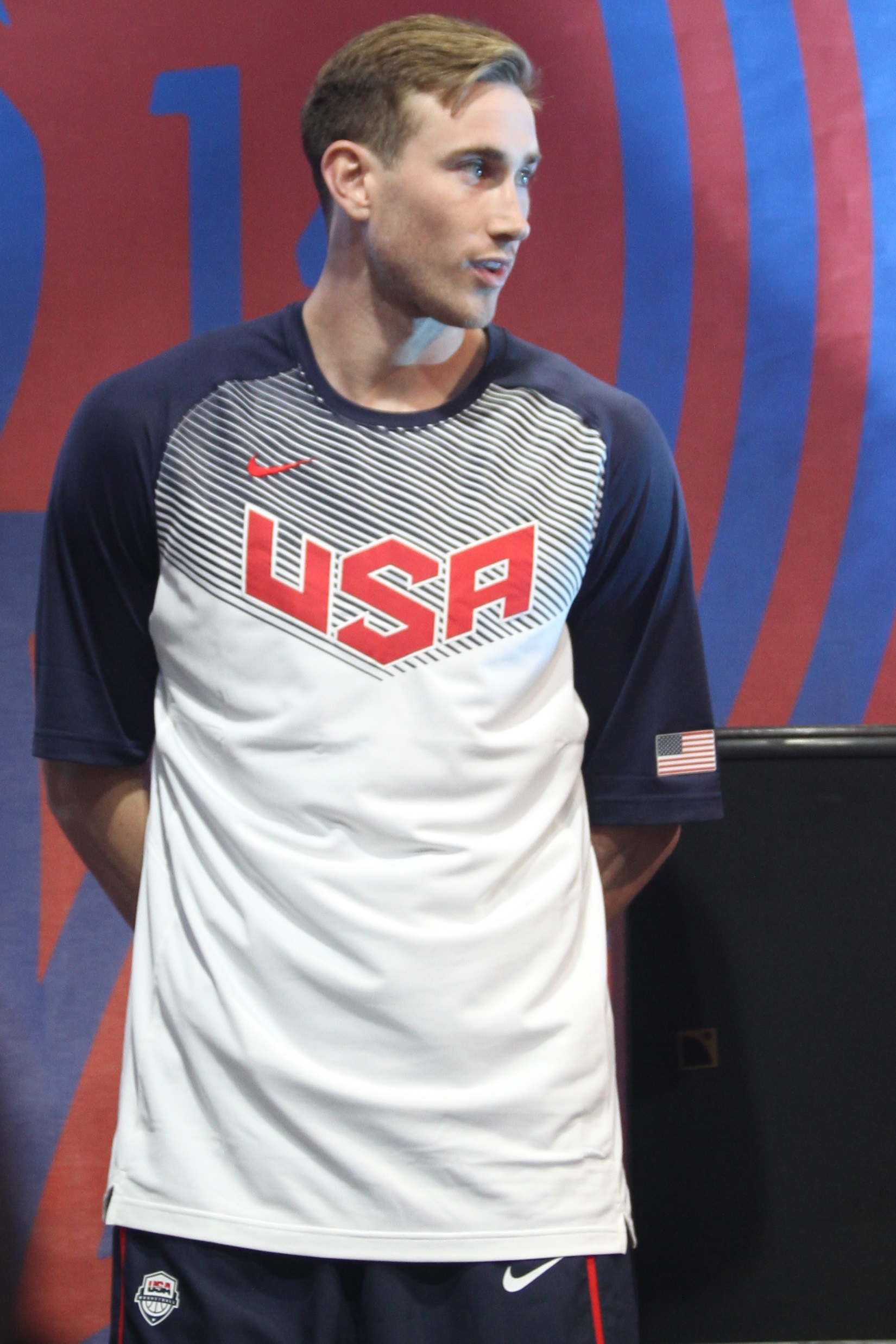
ゴードン・ヘイワード

2014-15シーズンは、ヘッドコーチにクイン・スナイダーを招聘し、巻き返しを図った。結果的には38勝44敗で3年連続の負け越しが決まったものの、平均失点はリーグ1位の94.9点を記録。また、ゴードン・ヘイワードやデリック・フェイバーズらが中心選手に成長し、ルディ・ゴベアもスターターとして一本立ちしたことで、次期シーズンに期待を持たせる形となった。
2015-16シーズンは、リーグ屈指の守備力を武器に粘り強い戦いを繰り広げ、ダラス・マーベリックス、ヒューストン・ロケッツとプレーオフ出場枠争いを繰り広げたが、オールスターゲーム以降失速し、40勝42敗に終わり、2012年以来のプレーオフ出場はならなかった。
2016-17シーズンは、ジョージ・ヒル、ジョー・ジョンソン、ボリス・ディアウといったベテランを獲得し、ヘイワードやフェイバーズを開幕から負傷で欠くシーズンスタートとなったが、11月1日のAT&Tセンターでのサンアントニオ・スパーズ戦で106-91で勝利し、前シーズンにNBA新記録となるホームゲーム40勝 (1敗) を挙げたスパーズに、シーズン第2戦目で黒星を付けた。ヘイワードは自身初のNBAオールスターゲームに出場。以降もリーグ屈指の守備力で安定した戦いを繰り広げ、2012年以来のプレーオフ出場を決め、2008年以来のノースウェスト・ディビジョン優勝も決めた。更に4月10日のゴールデンステート・ウォリアーズ戦では、敵地オラクル・アリーナで105-99で勝利し、ウォリアーズにホームゲーム4敗目を付けた。5年振りの出場となったNBAプレーオフは、第1回戦でロサンゼルス・クリッパーズを4勝3敗で下し、カンファレンスセミファイナルに進出。しかし、続くウォリアーズとの対戦は4戦全敗で終了した。
2017-18シーズンは開幕前にチームのエースゴードン・ヘイワードがFAによりボストン・セルティックスへ移籍し、ヘイワードの穴を埋めるようにリッキー・ルビオやヨナス・イェレブコ、2017年のNBAドラフトではトレイ・ライルズとのトレードでドノバン・ミッチェルを獲得した。それでもヘイワードの抜けた穴は大きいだろうと予想されたが、結果的にはミッチェルが4度の月間最優秀新人賞に選出されるなど、1年目からエース級の活躍を見せた。チームは2018年1月中頃まで負けを重ねたが、2018年1月24日のデトロイト・ピストンズ戦から11連勝を記録するなど勝ちが先行しレギュラーシーズンは48勝34敗、カンファレンス5位でプレーオフ進出を決めた。プレーオフ第1回戦ではオクラホマシティ・サンダーを4勝2敗で退けた。

### 2020年代
2020-21シーズンは、レギュラーシーズン52勝20敗を記録しリーグ1位で通過。プレーオフ第1回戦はメンフィス・グリズリーズと対戦しシリーズ4-1でカンファレンスセミファイナルに進出。セミファイナルではロサンゼルス・クリッパーズと対戦。1戦目と2戦目のホームで2連勝したが、3戦目以降から4連敗となりプレーオフ敗退となった。
2022-23シーズン開幕前のトレードで、最優秀守備選手賞を3度受賞したゴベアをミネソタ・ティンバーウルブズへ放出し、マリーク・ビーズリー、パトリック・ベバリー、ジャレッド・バンダービルト、レアンドロ・ボルマロ、ウォーカー・ケスラー、4つのドラフト1巡目指名権などを獲得。また、その後のトレードでベバリーをロサンゼルス・レイカーズへ放出し、スタンリー・ジョンソン、テイレン・ホートン＝タッカーを獲得した。さらに、3度のオールスター経験のあるミッチェルをクリーブランド・キャバリアーズへ放出し、コリン・セクストン、ラウリ・マルカネン、オチャイ・アバジ、3つのドラフト1巡目指名権などを獲得した。これにより、ミッチェルとゴベアのデュオは約5年で解体となった。そして、ヘッドコーチのクイン・スナイダーが辞任することを表明し、新たにウィル・ハーディーがヘッドコーチに就任した。このシーズン、マルカネンが移籍後すぐに大きく飛躍し、自身初となるオールスターに選出され、MIPを受賞したが、チームは37勝45敗でシーズンを終え、プレーオフ進出を逃した。
2023-24シーズンもまたマルカネンがチームを率いて善戦したが、結果的に31勝51敗でシーズンを終え、プレーオフ進出を逃した。

## シーズンごとの成績
Note: 勝 = 勝利数, 敗 = 敗戦数, % = 勝率 
| シーズン                 | 勝    | 敗    | %    | プレーオフ                                                                  | 結果                                                                                    |
| ------------------------ | ----- | ----- | ---- | --------------------------------------------------------------------------- | --------------------------------------------------------------------------------------- |
| ニューオーリンズ・ジャズ |       |       |      |                                                                             |                                                                                         |
| 1974-75                  | 23    | 59    | .280 |                                                                             |                                                                                         |
| 1975-76                  | 38    | 44    | .463 |                                                                             |                                                                                         |
| 1976-77                  | 35    | 47    | .427 |                                                                             |                                                                                         |
| 1977-78                  | 39    | 43    | .476 |                                                                             |                                                                                         |
| 1978-79                  | 26    | 56    | .317 |                                                                             |                                                                                         |
| ユタ・ジャズ             |       |       |      |                                                                             |                                                                                         |
| 1979-80                  | 24    | 58    | .293 |                                                                             |                                                                                         |
| 1980-81                  | 28    | 54    | .341 |                                                                             |                                                                                         |
| 1981-82                  | 25    | 57    | .305 |                                                                             |                                                                                         |
| 1982-83                  | 30    | 52    | .366 |                                                                             |                                                                                         |
| 1983-84                  | 45    | 37    | .549 | 1回戦勝利 カンファレンス準決勝敗退                                          | ジャズ 3, ナゲッツ 2 サンズ 4, ジャズ 2                                                 |
| 1984-85                  | 41    | 41    | .500 | 1回戦勝利 カンファレンス準決勝敗退                                          | ジャズ 3, ロケッツ 2 ナゲッツ 4, ジャズ 1                                               |
| 1985-86                  | 42    | 40    | .512 | 1回戦敗退                                                                   | マーベリックス 3, ジャズ 1                                                              |
| 1986-87                  | 44    | 38    | .537 | 1回戦敗退                                                                   | ウォリアーズ 3, ジャズ 2                                                                |
| 1987-88                  | 47    | 35    | .573 | 1回戦勝利 カンファレンス準決勝敗退                                          | ジャズ 3, ブレイザーズ 1 レイカーズ 4, ジャズ 3                                         |
| 1988-89                  | 51    | 31    | .622 | 1回戦敗退                                                                   | ウォリアーズ 3, ジャズ 0                                                                |
| 1989-90                  | 55    | 27    | .671 | 1回戦敗退                                                                   | サンズ 3, ジャズ 2                                                                      |
| 1990-91                  | 54    | 28    | .659 | 1回戦勝利 カンファレンス準決勝敗退                                          | ジャズ 3, サンズ 1 ブレイザーズ 4, ジャズ 1                                             |
| 1991-92                  | 55    | 27    | .671 | 1回戦勝利 カンファレンス準決勝勝利 カンファレンス決勝敗退                   | ジャズ 3, クリッパーズ 2 ジャズ 4, ソニックス 1 ブレイザーズ 4, ジャズ 2                |
| 1992-93                  | 47    | 35    | .573 | 1回戦敗退                                                                   | ソニックス 3, ジャズ 2                                                                  |
| 1993-94                  | 53    | 29    | .646 | 1回戦勝利 カンファレンス準決勝勝利 カンファレンス決勝敗退                   | ジャズ 3, スパーズ 1 ジャズ 4, ナゲッツ 3 ロケッツ 4, ジャズ 1                          |
| 1994-95                  | 60    | 22    | .732 | 1回戦敗退                                                                   | ロケッツ 3, ジャズ 2                                                                    |
| 1995-96                  | 55    | 27    | .671 | 1回戦勝利 カンファレンス準決勝勝利 カンファレンス決勝敗退                   | ジャズ 3, ブレイザーズ 2 ジャズ 4, スパーズ 2 ソニックス 4, ジャズ 3                    |
| 1996-97                  | 64    | 18    | .780 | 1回戦勝利 カンファレンス準決勝勝利 カンファレンス決勝勝利 NBAファイナル敗退 | ジャズ 3, クリッパーズ 0 ジャズ 4, レイカーズ 1 ジャズ 4, ロケッツ 2 ブルズ 4, ジャズ 2 |
| 1997-98                  | 62    | 20    | .756 | 1回戦勝利 カンファレンス準決勝勝利 カンファレンス決勝勝利 NBAファイナル敗退 | ジャズ 3, ロケッツ 2 ジャズ 4, スパーズ 1 ジャズ 4, レイカーズ 0 ブルズ 4, ジャズ 2     |
| 1998-99                  | 37    | 13    | .740 | 1回戦勝利 カンファレンス準決勝敗退                                          | ジャズ 3, キングス 2 ブレイザーズ 4, ジャズ 2                                           |
| 1999-2000                | 55    | 27    | .671 | 1回戦勝利 カンファレンス準決勝敗退                                          | ジャズ 3, ソニックス 2 ブレイザーズ 4, ジャズ 1                                         |
| 2000-01                  | 53    | 29    | .646 | 1回戦敗退                                                                   | マーベリックス 3, ジャズ 2                                                              |
| 2001-02                  | 44    | 38    | .537 | 1回戦敗退                                                                   | キングス 3, ジャズ 1                                                                    |
| 2002-03                  | 47    | 35    | .573 | 1回戦敗退                                                                   | キングス 4, ジャズ 1                                                                    |
| 2003-04                  | 42    | 40    | .512 |                                                                             |                                                                                         |
| 2004-05                  | 26    | 56    | .317 |                                                                             |                                                                                         |
| 2005-06                  | 41    | 41    | .500 |                                                                             |                                                                                         |
| 2006-07                  | 51    | 31    | .671 | 1回戦勝利 カンファレンス準決勝勝利 カンファレンス決勝敗退                   | ジャズ 4, ロケッツ 3 ジャズ 4, ウォリアーズ 1 スパーズ 4, ジャズ 1                      |
| 2007-08                  | 54    | 28    | .659 | 1回戦勝利 カンファレンス準決勝敗退                                          | ジャズ 4, ロケッツ 2 レイカーズ 4, ジャズ 2                                             |
| 2008-09                  | 48    | 34    | .585 | 1回戦敗退                                                                   | レイカーズ 4, ジャズ 1                                                                  |
| 2009-10                  | 53    | 29    | .646 | 1回戦勝利 カンファレンス準決勝敗退                                          | ジャズ 4, ナゲッツ 2 レイカーズ 4, ジャズ 0                                             |
| 2010-11                  | 39    | 43    | .476 |                                                                             |                                                                                         |
| 2011-12                  | 36    | 30    | .545 | 1回戦敗退                                                                   | スパーズ 4, ジャズ 0                                                                    |
| 2012-13                  | 43    | 39    | .524 |                                                                             |                                                                                         |
| 2013-14                  | 25    | 57    | .305 |                                                                             |                                                                                         |
| 2014–15                  | 38    | 44    | .463 |                                                                             |                                                                                         |
| 2015–16                  | 40    | 42    | .488 |                                                                             |                                                                                         |
| 2016–17                  | 51    | 31    | .622 | 1回戦勝利 カンファレンス準決勝敗退                                          | ジャズ 4, クリッパーズ 3 ウォリアーズ 4, ジャズ 0                                       |
| 2017–18                  | 48    | 34    | .585 | 1回戦勝利 カンファレンス準決勝敗退                                          | ジャズ 4, サンダー 2 ロケッツ 4, ジャズ 1                                               |
| 2018–19                  | 50    | 32    | .610 | 1回戦敗退                                                                   | ロケッツ 4, ジャズ 1                                                                    |
| 2019–20                  | 44    | 28    | .611 | 1回戦敗退                                                                   | ナゲッツ 4, ジャズ 3                                                                    |
| 2020–21                  | 52    | 20    | .722 | 1回戦勝利 カンファレンス準決勝敗退                                          | ジャズ 4, グリズリーズ 1 クリッパーズ 4, ジャズ 2                                       |
| 2021–22                  | 49    | 33    | .598 | 1回戦敗退                                                                   | マブズ 4,ジャズ 2                                                                       |
| 2022–23                  | 37    | 45    | .451 |                                                                             |                                                                                         |
| 2023–24                  | 31    | 51    | .378 |                                                                             |                                                                                         |
| 通算勝敗                 | 2,177 | 1,855 | .540 |                                                                             |                                                                                         |
| プレイオフ               | 143   | 166   | .463 |                                                                             |                                                                                         |

## 主な選手

### 保有するドラフト交渉権
ジャズは、NBA以外のリーグでプレーしている以下の未契約ドラフト指名選手の交渉権を保有している。ドラフトで指名された選手（海外出身の選手または大学選手で、ドラフトで指名したチームと契約していない選手）は、NBA以外のどのチームとでも契約することが認められており、この場合、そのチームは、その選手のNBA以外のチームとの契約が終了してから1年後まで、その選手のNBAでの交渉権を保持することになる。このリストには、他球団とのトレードで獲得した交渉権も含まれている。
| ドラフト年 | 巡目 | 指名順 | 選手                   | ポジション | 国籍     | 現所属チーム              | 注釈                                                               | 参照   |
| ---------- | ---- | ------ | ---------------------- | ---------- | -------- | ------------------------- | ------------------------------------------------------------------ | ------ |
| 2022       | 2    | 36     | ガブリエレ・プロシーダ | G/F        | イタリア | アルバ・ベルリン (ドイツ) | ポートランド・トレイルブレイザーズから獲得（デトロイトを経由して） | [ 30 ] |
| 2021       | 2    | 57     | バルシャ・コプリビツァ | C          | セルビア | KKパルチザン (セルビア)   | デトロイト・ピストンズから獲得（クリッパーズを経由して）           | [ 31 ] |

### 年代別主要選手
太文字…殿堂入り選手 (C)…優勝時に在籍した選手 (M)…在籍時にMVPを獲得した選手 (50)…偉大な50人 (75)…偉大な75人
| 1970年代 - ウォルト・ベラミー (Walt Bellamy) ：1973-1974 - リッチ・ケリー (Rich Kelley) ：1975-1979, 1983-1985 - ゲイル・グッドリッチ (Gail Goodrich) ：1976-1979 - トラック・ロビンソン (Truck Robinson) ：1977-1979 - ピート・マラビッチ (Pete Maravich) ：1974-1979 (50)(75) - エイドリアン・ダントリー (Adrian Dantley) ：1979-1986 1980年代 (プレイオフ進出 : 6回) - リッキー・グリーン Rickey Green) ：1980-1988 - ダレル・グリフィス (Darrell Griffith) ：1980-1991 - マーク・イートン (Mark Eaton) ：1982-1994 - サール・ベイリー (Thurl Bailey) ：1983-1991, 1998-1999 - ボブ・ハンセン (Bob Hansen) ：1983-1990 - ジョン・ストックトン (John Stockton) ：1984-2003 (50)(75) - カール・マローン (Karl Malone) ：1985-2003 (M)(50)(75) 1990年代 (プレイオフ進出 : 10回 ファイナル進出 : 2回) - ジェフ・マローン (Jeff Malone) ：1990-1994 - デービッド・ベンワー (David Benoit) ：1991-1996 - タイロン・コービン (Tyrone Corbin) ：1991-1994 - ブライオン・ラッセル (Bryon Russell) ：1993-2002 - アダム・キーフ (Adam Keefe) ：1994-2000 - ジェフ・ホーナセック (Jeff Hornacek) ：1994-2000 - アントワン・カー (Antoine Carr) : 1994-1998 - クリス・モリス (Chris Morris) ：1995-1998 - グレッグ・オスタータグ (Greg Ostertag) ：1995-2004, 2005-2006 - ハワード・アイズリー (Howard Eisley) ：1996-2000, 2005 - ジャック・ヴォーン (Jacque Vaughn) : 1997-2001 | 2000年代 (プレイオフ進出 : 5回) - ドニエル・マーシャル (Donyell Marshall) ：2000-2002 - アンドレイ・キリレンコ (Andrei Kirilenko) ：2001-2011 - ジャロン・コリンズ (Jarron Collins) ：2001-2009 - マーク・ジャクソン (Mark Jackson) : 2002-2003 - マット・ハープリング (Matt Harpring) ：2002-2009 - カルロス・アローヨ (Carlos Arroyo) ：2002-2005 - キース・マクロード (Keith McLeod) ：2004-2006 - ラジャ・ベル (Raja Bell) ：2003-2005、2010-2012 - カルロス・ブーザー (Carlos Boozer) ：2004-2010 - メメット・オカー (Mehmet Okur) ：2004-2011 - デロン・ウィリアムス (Deron Williams) ：2005-2011 - ポール・ミルサップ (Paul Millisap) : 2006-2013 - カイル・コーバー (Kyle Korver) 2007-2010, 2018-2019 2010年代 (プレイオフ進出 : 6回) - アル・ジェファーソン (Al Jefferson) : 2010-2013 - ゴードン・ヘイワード (Gordon Hayward) : 2010-2017 - デリック・フェイバーズ (Derrick Favors) : 2011-2019, 2020-2021 - デビン・ハリス (Devin Harris) : 2011-2012 - エネス・カンター・フリーダム (Enes Kanter Freedom) : 2011-2015 - アレック・バークス (Alec Burks) : 2011-2018 - マーヴィン・ウィリアムス (Marvin Williams) : 2012-2014 - リチャード・ジェファーソン (Richard Jefferson) : 2013-2014 - トレイ・バーク (Trey Burke) : 2013-2016 - ルディ・ゴベア (Rudy Gobert) : 2013-2022 - ジョー・イングルス (Joe Ingles) : 2014-2022 - ダンテ・エクザム (Dante Exum) : 2014-2020 - ロドニー・フッド (Rodney Hood) : 2014-2018 - トレイ・ライルズ (Trey Lyles) : 2015- 2017 - ラウル・ネト (Raul Neto) : 2015-2019 - ジョージ・ヒル (George Hill) : 2016-2017 - ジョー・ジョンソン (Joe Johnson) : 2016-2018 - ボリス・ディアウ (Boris Diaw) : 2016-2017 - リッキー・ルビオ (Ricky Rubio) : 2017-2019 - ドノバン・ミッチェル (Donovan Mitchell) : 2017-2022 - ロイス・オニール (Royce O'Neale) : 2017-2022 - ボヤン・ボグダノビッチ (Bojan Bogdanović) : 2019-2022 - マイク・コンリー (Mike Conley Jr.) : 2019-2023 - ジョーダン・クラークソン (Jordan Clarkson) : 2019-2025 2020年代 (プレイオフ進出 : 3回) - ウォーカー・ケスラー (Walker Kessler) : 2022- - ラウリ・マルカネン (Lauri Markkanen) : 2022- - コリン・セクストン (Collin Sexton) : 2022-2025 - キヨンテ・ジョージ (Keyonte George) : 2023- - ジョン・コリンズ (John Collins) : 2023- |

## 栄誉

### 永久欠番
| ユタ・ジャズ永久欠番 | ユタ・ジャズ永久欠番       | ユタ・ジャズ永久欠番 | ユタ・ジャズ永久欠番 | ユタ・ジャズ永久欠番 |
| No.                  | 選手                       | ポジション           | 在籍期間             | 式典日               |
| -------------------- | -------------------------- | -------------------- | -------------------- | -------------------- |
| 1                    | フランク・レイデン         | ヘッドコーチ         | 1981–1988            | 1988年12月9日        |
| 4                    | エイドリアン・ダントリー   | F                    | 1979–1986            | 2007年4月11日        |
| 7                    | ピート・マラビッチ         | G                    | 1974–1980            | 1985年12月14日       |
| 9                    | ラリー・H・ミラー          | オーナー             | 1985–2009            | 2010年4月14日        |
| 12                   | ジョン・ストックトン       | G                    | 1984–2003            | 2004年11月22日       |
| 14                   | ジェフ・ホーナセック       | G                    | 1994–2000            | 2002年11月19日       |
| 32                   | カール・マローン           | F                    | 1985–2003            | 2006年3月23日        |
| 35                   | ダレル・グリフィス         | G                    | 1980–1991            | 1993年12月4日        |
| 53                   | マーク・イートン           | C                    | 1982–1993            | 1996年3月1日         |
| 1223                 | ジェリー・スローン         | ヘッドコーチ         | 1988–2011            | 2014年1月31日        |
|                      | ホット・ロッド・ハンドリー | 専属アナウンサー     | 1974–2009            | 2010年1月29日        |

- 2022年8月11日に、NBAはビル・ラッセルの背番号「6」を全チームの永久欠番とした[32][33]。

### バスケットボール殿堂入り
| ユタ・ジャズ殿堂入り | ユタ・ジャズ殿堂入り     | ユタ・ジャズ殿堂入り            | ユタ・ジャズ殿堂入り | ユタ・ジャズ殿堂入り |
| 選手                 | 選手                     | 選手                            | 選手                 | 選手                 |
| No.                  | 名前                     | ポジション                      | 在籍期間             | 殿堂入り年           |
| -------------------- | ------------------------ | ------------------------------- | -------------------- | -------------------- |
| 7 44                 | ピート・マラビッチ       | G                               | 1974–1980            | 1987                 |
| 8                    | ウォルト・ベラミー 1     | C                               | 1974                 | 1993                 |
| 25                   | ゲイル・グッドリッチ     | G                               | 1976–1979            | 1996                 |
| 4                    | エイドリアン・ダントリー | F/G                             | 1979–1986            | 2008                 |
| 12                   | ジョン・ストックトン 2   | G                               | 1984–2003            | 2009                 |
| 32                   | カール・マローン 3       | F                               | 1985–2003            | 2010                 |
| 22                   | バーナード・キング       | F                               | 1979–1980            | 2013                 |
| 24                   | スペンサー・ヘイウッド   | F/C                             | 1979                 | 2015                 |
| コーチ               |                          |                                 |                      |                      |
| 名前                 | 名前                     | 役職                            | 在籍期間             | 殿堂入り年           |
| 1223                 | ジェリー・スローン       | アシスタントコーチ ヘッドコーチ | 1985–1988 1988–2011  | 2009                 |

注釈
- 1 ベラミーはローマ五輪代表チームとしても殿堂入りを果たした
- 2 ストックトンはバルセロナ五輪代表チームとしても殿堂入りを果たした
- 3 マローンはバルセロナ五輪代表チームとしても殿堂入りを果たした

### FIBA殿堂入り
| ユタ・ジャズFIBA殿堂入り | ユタ・ジャズFIBA殿堂入り | ユタ・ジャズFIBA殿堂入り | ユタ・ジャズFIBA殿堂入り | ユタ・ジャズFIBA殿堂入り |
| 選手                     | 選手                     | 選手                     | 選手                     | 選手                     |
| No.                      | 名前                     | ポジション               | 在籍期間                 | 殿堂入り年               |
| ------------------------ | ------------------------ | ------------------------ | ------------------------ | ------------------------ |
| 44                       | ホセ・オルティス         | F/C                      | 1988–1990                | 2019                     |

## コーチ、その他

### 歴代ヘッドコーチ
- スコッティ・ロバートソン (Scotty Robertson) (1974-75)
- エルジン・ベイラー (Elgin Baylor) (1974-75)
- ビル・ヴァン・ブレダ・コルフ (Bill Van Breda Kolff) (1974-75/1976-77)
- エルジン・ベイラー (Elgin Baylor) (1976-77/1978-79)
- トム・ニッソーク (Tom Nissalke) (1979-80/1981-82)
- フランク・レイデン (Frank Layden) (1981-82/1988-89)
- ジェリー・スローン (Jerry Sloan) (1988-89/2010-11)
- タイロン・コービン(Tyrone Corbin) (2010-14)
- クイン・スナイダー (Quin Snyder)(2014-22)
- ウィル・ハーディー (Will Hardy)(2022-)

## 日本での公式戦
- 1990年11月に、フェニックス・サンズと共に来日し東京体育館で公式戦2試合を行なった。アメリカのスポーツにおいて北米以外で行われた初めての公式戦だった。カール・マローンは平均31得点12リバウンド、ジョン・ストックトンは平均15.5得点、8アシストを挙げる活躍で2戦目はサンズを退け、対戦成績を1勝1敗の5分に戻した。

## チーム記録
- ユタ・ジャズのチーム記録